# Puostijärvi
Puostijärvi är en sjö i Övertorneå kommun i Norrbotten som ingår i Torneälvens huvudavrinningsområde. Sjön har en area på 13,8 kvadratkilometer och ligger 97 meter över havet. Sjön avvattnas av vattendraget Puostijoki.
Näst Miekojärvi, som delas av Överkalix och Övertorneå kommun, är Puostijärvi största sjön i Övertorneå. Puostijärvi är största sjön i Puostijoki flodsystem. Puostijoki faller cirka 50 meter från Puostijärvi till Armasjärvi (49 meter över havet). Puostijärvi omges av bergen Puostivaara och Viitavaara bland andra.
Vid Puostijokis inlopp i sjön (puostijärven ylipää) ligger byn Puostijärvi (Oja). Vid Puostijokis utlopp (puostijärven alapää) ligger byn Ekfors.

## Delavrinningsområde
Puostijärvi ingår i delavrinningsområde (738356-183732) som SMHI kallar för Utloppet av Puostijärvi. Medelhöjden är 140 meter över havet och ytan är 54,25 kvadratkilometer. Räknas de 28 avrinningsområdena uppströms in blir den ackumulerade arean 397,05 kvadratkilometer. Armasjoki (Puostijoki) som avvattnar avrinningsområdet har biflödesordning 2, vilket innebär att vattnet flödar genom totalt 2 vattendrag innan det når havet efter 79 kilometer. Avrinningsområdet består mestadels av skog (58 procent). Avrinningsområdet har 13,75 kvadratkilometer vattenytor vilket ger det en sjöprocent på 25,3 procent.